# Gabriele Nelli
Gabriele Nelli (Lucca, 4 dicembre 1993) è un pallavolista italiano, opposto dell'Emma Villas.

## Carriera

### Club
Inizia a giocare a pallavolo nelle formazioni giovanili del Camaiore, nella sua terra d'origine, disputando vari campionati giovanili regionali e conquistando anche la promozione in Serie D. Nel 2009 si trasferisce a Trento, ingaggiato dalla Trentino Volley. Con la formazione trentina disputa diversi campionati di Serie B2 e di Serie B1, vincendo anche alcuni trofei di livello nazionale ed internazionale.
Nella stagione 2012-13 viene aggregato saltuariamente alla prima squadra, senza mai scendere in campo, mentre l'annata successiva, complici gli infortuni dei due opposti Tsvetan Sokolov e Dávid Szabó, esordisce sia in Serie A1 che in Champions League. Viene promosso definitivamente in prima squadra nell'estate del 2014, aggiudicandosi poi lo scudetto 2014-15. Nella stagione 2017-18 viene ingaggiato in prestito dal Padova, in Superlega, per poi tornare, nella stagione successiva, a Trento, aggiudicandosi il campionato mondiale per club e la Coppa CEV.
Per l'annata 2019-20 si accasa alla neopromossa You Energy, sempre nel massimo campionato italiano, mentre nell'annata successiva emigra per la prima volta all'estero, difendendo i colori del Belogor'e, club impegnato nella Superliga russa. Dopo aver cominciato il campionato 2021-22 con il Cannes, in Ligue A, nel dicembre 2021 lascia la Francia per terminare la stagione con la Callipo.
Per il campionato 2022-23 torna nella Trentino, sempre nella massima divisione italiana, con cui vince lo scudetto 2022-23 e la Champions League 2023-24. Nella stagione 2024-25 firma per l'Emma Villas, in Serie A2.

### Nazionale
Fa parte della nazionale under 20 italiana, con la quale vince la medaglia d'oro al campionato europeo 2012, mentre con quella under 21 vince la medaglia di bronzo al campionato mondiale 2013.
Nelli viene convocato da Mauro Berruto per disputare la World League 2015 a Rio de Janeiro. Dopo aver disputato i Giochi del Mediterraneo a Baku, l'opposto toscano esordisce in nazionale maggiore il 15 luglio durante il secondo set nella prima partita della Final Six contro la Serbia.

## Palmarès

### Club
- Campionato italiano: 2

2014-15, 2022-23
- Campionato mondiale per club: 1

2018
- Champions League: 1

2023-24
- Coppa CEV: 1

2018-19

### Nazionale (competizioni minori)
- Campionato europeo under 20 2012
- Campionato mondiale under 21 2013
- Campionato mondiale under 23 2015